# Nogometni kup Herceg-Bosne 1998./99.
Nogometni kup Herceg-Bosne je svoje peto izdanje imao u sezoni 1998./99. 

U prvom dijelu natjecanje je išlo po županijama, a od četvrtzavršnice za cijeli prostor na kojem su se natjecali klubovi iz Nogometnog saveza Herceg-Bosne. Kup je osvojio Brotnjo iz Čitluka.

## Rezultati

### Četvrtzavršnca
| klub1                         | klub2         | 1. ut | 2. ut | napomene |
| ----------------------------- | ------------- | ----- | ----- | -------- |
| Brotnjo Čitluk                | Usora Žabljak | 6:0   | ?:?   |          |
| Bjelopoljac (Potoci – Mostar) | Široki Brijeg | 1:0   | 0:3   |          |
| Orašje                        | Troglav Livno | 3:0   | ?:?   |          |
| Odžak 102                     | Vitez         | 2:2   | ?:?   |          |

### Poluzavršnica
| klub1          | klub2  | 1. ut | 2. ut | napomene |
| -------------- | ------ | ----- | ----- | -------- |
| Široki Brijeg  | Vitez  | 6:0   | 3:3   |          |
| Brotnjo Čitluk | Orašje | 4:2   | 5:1   |          |

### Završnica
| datum             | mjesto, stadion                                |               | klub1          | klub2          | rezultat                                             | napomene |
| ----------------- | ---------------------------------------------- | ------------- | -------------- | -------------- | ---------------------------------------------------- | -------- |
| 27. svibnja 1999. | Mostar, Stadion Zrinjskog pod Bijelim brijegom | Široki Brijeg | Brotnjo Čitluk | 1:1 (3:4 11 m) | Brotnjo osvojio kup boljim izvođenjem jedanaesteraca |          |